# Demonax ascendens
Demonax ascendens là một loài bọ cánh cứng trong họ Cerambycidae.